# Neverware
Neverware es una empresa tecnológica con sede en Nueva York. Es el desarrollador de CloudReady, una distribución de Google basada en Chromium OS diseñada para ser instalada en ordenadores existentes (en contraposición a la versión comercial de Google, Chrome OS, que se vende principalmente como software precargado en netbooks). Neverware comercializa CloudReady como un medio para reutilizar los ordenadores antiguos (especialmente en las escuelas), reduciendo así la basura electrónica. 
Aunque la empresa comenzó centrándose exclusivamente en el sector educativo K-12 de Estados Unidos, anunció en octubre de 2017 su intención de utilizar su financiación de serie B de Google para expandirse aún más en el mercado empresarial. El 16 de diciembre de 2020, Neverware anunció que había sido adquirida por Google.

## Historia

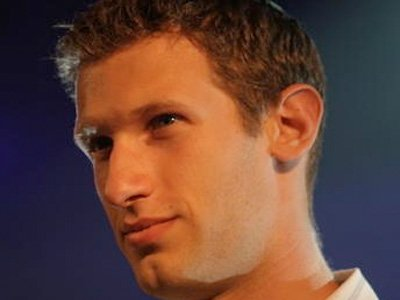
Jonathan Hefter, fundador de Neverware

Jonathan Hefter comenzó a desarrollar la tecnología principal de Neverware en 2009 tras graduarse en la Wharton Business School de la Universidad de Pensilvania. En mayo de 2010, Dogpatch Labs invitó a Hefter a trabajar en su incubadora de Manhattan, y a principios de 2011 Neverware se trasladó a la sede de General Assembly en Manhattan, y comenzó a operar. Hefter sigue en Neverware como presidente.
Tras un exitoso programa piloto, Neverware se lanzó en enero de 2013, desplegando su primer producto -la plataforma de virtualización de escritorios PCReady- en colegios del área de Nueva York. El producto se dirigía principalmente al mercado de las escuelas K-12, como medio para renovar los ordenadores más antiguos en preparación para un despliegue más amplio de electrónica pruebas estandarizadas. En 2015, PCReady había sido adoptado en el 10% de las escuelas de Nueva York.
Aunque la recepción inicial de PCReady fue positiva, se enfrentó a la competencia en el mercado educativo del ecosistema Chrome OS de Google (incluyendo Chromebooks), que aprovechaba los servicios en la nube y el hardware ligero. En respuesta, Neverware comenzó a desarrollar una distribución de su versión de open-source, Chromium OS, conocida como CloudReady, que fue diseñada para "llevar los beneficios que muchas escuelas están obteniendo con productos como los Chromebooks a un grupo mucho más amplio de escuelas por un precio más bajo".
En octubre de 2017, Neverware anunció que Google lideraría su ronda de inversión de serie B como socio estratégico e inversor.
En marzo de 2018, Neverware anunció que adquiriría Flint Innovations, la empresa con sede en el Reino Unido detrás de Flint OS, otra rama de Chromium OS.
El 16 de diciembre de 2020, Neverware anunció que había sido adquirida por Google, y que sus empleados se unirían al equipo principal de Chrome OS. La empresa declaró que no habría cambios inmediatos en el producto CloudReady.

## Productos
El primer producto de Neverware, PCReady, fue una multiseat virtualización de escritorios, que buscaba convertir ordenadores antiguos en clientes ligeros basados en Windows 7 utilizando su dispositivo de servidor gestionado de forma remota "Juicebox". La plataforma se vendía como un servicio de suscripción por cliente.
El segundo producto de Neverware, CloudReady, es una distribución de Chromium OS dirigida a usuarios y organizaciones que desean instalar el software en ordenadores existentes. La versión comercial del producto puede gestionarse mediante las herramientas empresariales existentes de Google, lo que permite utilizar el hardware sobrante junto con los dispositivos Chrome OS.

## Financiación
Neverware está respaldada por una serie de empresas de tecnología y de capital riesgo. Entre los inversores se encuentran Google, Khosla Ventures, Upfront Ventures, Thrive Capital, General Catalyst Partners, Collaborative Fund, OurCrowd, Mark Suster y Nihal Mehta.
Rethink Education se convirtió en uno de los principales inversores de Neverware en octubre de 2014.

## Reconocimiento
Neverware ha recibido la atención de los medios de comunicación por su inversión de Google, joven fundador, causa notable, y la viabilidad proyectada. También ha despertado interés por su potencial para reducir Ewaste al prolongar la vida útil del hardware envejecido. Neverware ha aparecido en el Wall Street Journal, el Boston Globe, el Guardian, Forbes.com, The New York Times, TechCrunch, The Verge, Engadget, y The MIT Technology Review. Neverware también ha sido reconocida en repetidas ocasiones como un gran lugar para trabajar por organizaciones como Crain's New York, Built in NYC, Business Intelligence Group y Great Place to Work.